# Hasan Szemszaki
Hasan Szemszaki, pers. حسن شمشکی (ur. 22 maja 1974 w Teheranie) – irański narciarz alpejski, olimpijczyk.
Zawodnik wystartował na Zimowych Igrzyskach Olimpijskich 1998 w Nagano w slalomie. W pierwszym przejeździe z czasem 1.13.59 zajął 38. miejsce. W drugim osiągnął wynik lepszy - 1.13.40 - był to 30. czas. 30. miejsce Szemszaki zajął również w łącznej klasyfikacji slalomu.